# Bagas
Bagas é uma comuna francesa na região administrativa da Nova Aquitânia, no departamento da Gironda. Estende-se por uma área de 3,6 km². Em 2010 a comuna tinha 306 habitantes (densidade: 85 hab./km²).